# Horst Rudolf Abe
Horst Rudolf Abe (* 12. Oktober 1927 in Erfurt; † 27. Februar 2006 ebenda) war ein deutscher Medizinhistoriker an der Medizinischen Akademie Erfurt.

## Leben
Abe bestand 1947 die Abiturprüfung am Staatlichen Gymnasium „Zur Himmelspforte“. Anschließend studierte er bis 1951 an der Friedrich-Schiller-Universität Jena Geschichte, Germanistik und Pädagogik. Er bestand 1951 das Staatsexamen und wurde im März 1953 zum Dr. med. promoviert. Gutachter waren Friedrich Schneider und Karl Griewank. Es folgte bis 1954 eine Tätigkeit als freier wissenschaftlicher Mitarbeiter von Erfurts Rat der Stadt (DDR) bei der Errichtung einer Humanistengedenkstätte. 1955 wurde er wissenschaftlicher Mitarbeiter an der Medizinischen Akademie Erfurt. Ab 1960 war er mit dem Aufbau und dann mit der kommissarischen Leitung der Abteilung für Geschichte der Medizin an der Akademie betraut. Im März 1966 erfolgte die Habilitation. Gutachter waren Gerhard Heitz und Karl-Friedrich Olechnowitz. Anschließend wurde Abe Dozent für Geschichte der Medizin an der Akademie und Leiter derselben. Er war seit 1977 Professor und wurde 1992 emeritiert. Abe war erster Vizepräsident der Akademie gemeinnütziger Wissenschaften zu Erfurt und Leiter der Geisteswissenschaftlichen Klasse der Erfurter Societät seit sie 1990 ihre Tätigkeit wieder aufgenommen hatte. Sein Schüler Jürgen Kiefer, der 1994 Leiter des Instituts für Geschichte der Medizin in Jena wurde, war Generalsekretär der Akademie und veröffentlichte mit Abe 1997 einen Überblick über die Geschichte der Akademie. Abe befasste sich mit der Geschichte des Humanismus und hier insbesondere mit der Geschichte der Medizin und der akademischen Geschichte in der Stadt Erfurt.

## Schriften
- Die Frequenz der Universität Erfurt im Mittelalter (1392–1521), Medizinische Akademie, Erfurt 1957 (Beiträge zur Geschichte der Universität Erfurt, Bd. 1).
- Die Erfurter Medizinische Fakultät in den Jahren 1392–1524, Medizinische Akademie Erfurt 1974 (Beiträge zur Geschichte der Universität Erfurt, Bd. 17).
- Bibliographie zur Geschichte der Universität Erfurt (1392–1816) für die Jahre 1900–1990. Festgabe aus Anlass des 600. Jahrestages der Eröffnung der alten Universität Erfurt, Akademie gemeinnütziger Wissenschaften zu Erfurt, Erfurt 1992 (Sonderschriften der Akademie gemeinnütziger Wissenschaften zu Erfurt, Bd. 16).
- Mitgliederverzeichnis der Akademie nützlicher (gemeinnütziger) Wissenschaften zu Erfurt, T. I (1754 - 1945) (mit Jürgen Kiefer), Akademie gemeinnütziger Wissenschaften zu Erfurt, Erfurt 1993 (Sonderschriften der Akademie gemeinnütziger Wissenschaften zu Erfurt, Bd. 18).
- Zur Geschichte der Universität Erfurt, Akademie gemeinnütziger Wissenschaften zu Erfurt, Erfurt 1993 (Sonderschriften der Akademie gemeinnütziger Wissenschaften zu Erfurt, Bd. 21).